# Blasphemy
A Blasphemy kanadai black/death/"war metal" együttes. 1984-ben alakultak Vancouverben.

## Története
1989-ben adták ki első demójukat, első nagylemezük ebben az évben jelent meg. Következő évben szerződést kötöttek a Wild Rags kiadóval.
Második (és eddig egyben utolsó) albumuk 1993-ban jelent meg az Osmose Productions gondozásában. Ezt követően turnéztak Európában a Rotting Christtal és az Immortallal.
Ezt követően pár évig inaktívak voltak. Ryan Förster 1999-ben csatlakozott a zenekarhoz.
2009-ig szüneteltették munkásságukat, ebben az évben két koncertet tartottak: egyet Montrealban, egyet pedig Helsinkiben.

## Tagok
- Nocturnal Grave Desecrator and Black Winds – ének, basszusgitár, korábban gitár
- Caller of the Storms – gitár
- Deathlord of Abomination and War Apocalypse – gitár
- Three Black Hearts of Damnation and Impurity – dob

Ideiglenes tagok
- V.K. – basszusgitár (koncerteken)

Korábbi tagok
- Ace Gestapo Necrosleezer and Vaginal Commands – basszusgitár
- Black Priest of 7 Satanic Rituals – gitár
- The Traditional Sodomizer of the Goddess of Perversity – gitár
- Bestial Saviour of the Undead Legions – basszusgitár, vokál

## Diszkográfia
- Fallen Angel of Doom (1990)
- Gods of War (1993)

### Koncertalbumok
- Live Ritual – Friday the 13th (2001)
- Desecration of São Paulo - Live in Brazilian Ritual Third Attack (2016)
- Victory (Son of the Damned) (2018)

### Demók
- Blood Upon the Altar (1989)
- Die Hard Rehearsal (2001)
- Blood Upon the Soundscape (2018)